# محظرة (مدرسة)

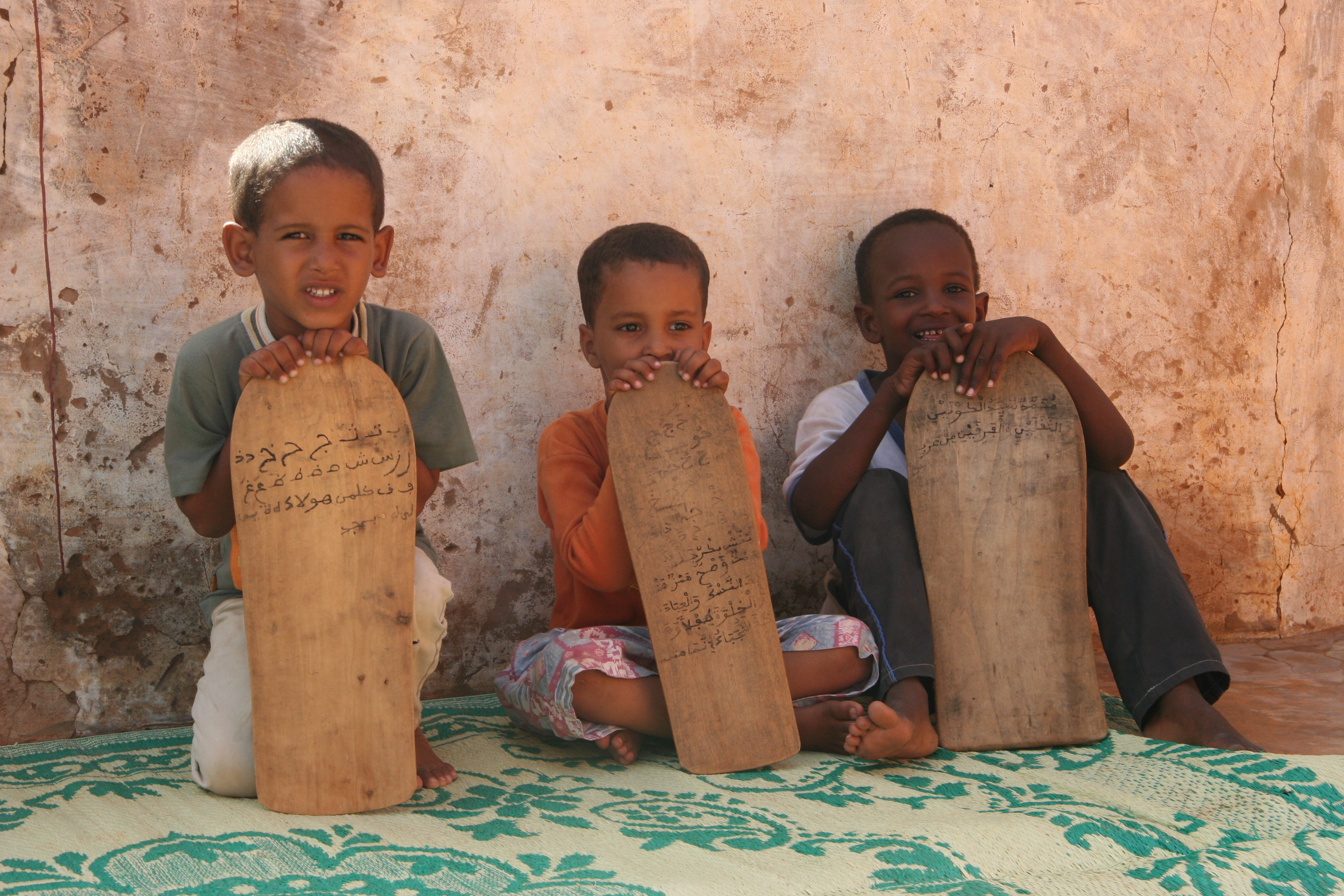
المحظرة

المحظرة ظاهرة تقليدية للتعليم موريتانية صرفة أملتها الظروف قلَّ أن وُجد لها مثيل في غيرها بكامل المواصفات والحيثيات، والمحظرة ـ وجمعها محاظر ـ بالظاء المشالة مأخوذة من المحضر مصدر ميمي لحضر نقيض تغيب أو من المحضر اسم مكان من حضر فالمحضر المكان الذي يحضر فيه الناس على المياه ونحوها. وفي لسان العرب (الحاضرة والحاضر الحي العظيم أو الحي والقوم إذا حضروا الدار التي تجمعهم) إلى أن قال (ويقال للة فغحفه
مقيم على الماء حاضر … وقوم حضار إذا حضروا الماء ومحاضر).
قال لبيد بن ربيعة:
فلعل من هذا المعني جاء اسم المحظرة، لأن اللهجة الصنهاجية تبدل الضاد ظاءً فيقال في الأبيض مثلا الابيظ، والأخضر أخظر، وعظ في عض.

## الطالب والمنهج
تتيح المناهج التعليمية للطالب في المحظرة الحرية المطلقة فيما يكتبه من الفنون ومن المتون وإن كان رأي الشيخ مقدما وفيه «البركة», عادة ما يبدأ الطالب بالنحو والشعر بعد القرآن وما يلزمه معرفته عند البلوغ من فرض العين من فقه وعقيدةو غيرها من العلوم التي يتلقالها الطالب وهو في بداية مشزاره الدراسي من صرف وبيان ومنطق ومبادئ الحساب، وهي علوم على درجة عالية لأهميتها في المحظرة الموريتانية.
وتعتمد المحظرة الموريتانية على كتب تعتبر مرتكز الدراسة ومصدرا أساسيا لكل فن متاحة للطالب من دراستها، وتنتشر في كل المحاضر.
ويلتزم الطالب بكتاب واحد حتى يكمله؛ لأنه في نظر مشايخ المحظرة يمنع قراءة أكثر من كتاب أو فن في ذات الفترة،
ويكتب الطالب الدرس في اللوح، ثم يقوم بضبطه على الشيخ استعدادا لحفظه، ثم بعد ذلك يشرحه الشيخ له، على أن يقوم بعد ذلك بـ«التكرار»، والمقصود به المراجعة، وهي في نظرهم مهمة جدا، وينبغي ألا تتوقف تحت أي ظرف، ولا في أي وقت؛ ومن هنا شاعت كلمتهم المشهورة.
```
    «
من ترك التكرار لا بد أن ينسى
».
```

ويرى الموريتانيون أن الترتيب السالف الذكر هو الأجدى لتحصيل العلم، وأن مخالفته تمنع من حصول المطلوب.
ويوزع الطلاب أحيانا إلى مجموعات باختيارهم تسمى المجموعة منها «الدولة»، تدرس كتابا من الكتب المعتمدة في المحظرة، وتقوم بالمراجعة الموحدة، ويتولى أحد الطلاب قراءة النص على الشيخ فقرة فقرة أو كلمة كلمة حسب المقتضى، ويفضل أن يكون أجود المجموعة.
ويشرح الشيخ الدرس باللهجة المتداولة وإذا اقتضى الأمر الاستنجاد بما يتطلب وسيلة توضيحية يلجأ الشيخ إلى التراب كوسيلة توضيح لقاعدة ما أو ترتيب صور ما، وربما لجأ إلى أحد الكتب المتخصصة لتوضيح مشكلة ما أو لمعرفة بعض الآراء والصور المتعلقة بها.

## ترتيب العلوم وفق أهميتها
وبالنظر إلى الكتب المعتمدة في المنهاج المحظري يتربع على القائمة في العقيدة نظم «إضاءة الدجنة في اعتقاد أهل السنة» للعلامة أحمد المقري، كما ذاع صيت نظم «وسيلة السعادة» للعلامة المختار ولد بونا، إضافة إلى عمدة هذه الكتب كلها، وهي أم البراهين، والكبرى والوسطى والصغرى للسنوسي، فضلا عما يصدر به بعض المؤلفين كتبهم الفقهية من مسائل عقدية كما فعل ابن عاشر، وكل هذه المتون أشعرية المعتقد.
وفي الفقه يتربع «مختصر خليل بن إسحاق المالكي» على قائمة الكتب المعتمدة في التدريس، وإن كان البدء بالمتون الفقهية القصار والسهلة ضروريا مثل «بن عاشر» و«الأخضري» ومتن «رسالة بن أبي زيد القيرواني»، و«كفاف المبتدي» للعلامة محمد مولود ولد أحمد فال.
هذا علاوة على تداول أمهات الكتب المالكية الكبرى كالموازية والواضحة وشروح خليل المتعددة. 
وتشكل هذه الكتب العمدة في الإفتاء والنوازل والتوسع والتخصص، إلا أنها ليست في صلب المناهج التي تدرس، وإنما يلجأ إليها الشيخ أو الطالب للتوسع في الشرح أو لتوضيح قضية أو نازلة ما.
ونظرا لما لخليل من الأهمية في المنهج الفقهي قسمه الموريتانيون إلى دروس سموها «أقفافا» ومفردها «قف»، وهي توحي للطالب بأن تجاوز هذه المادة يعسر استيعابه وفهمه للذكي بله غيره. وعادة ما يعتمد «القف» على وحدة الموضوع أو فرع منه ذي ترابط قوي، كل ذلك في إشارة وتلويح إلى صعوبة هذا الكتاب وكثافة مادته العلمية. كما يطلق الموريتانيون على القسم الأول منه المختص بالعبادات «السفر»، والقسم الثاني المتعلق بالمعاملات «الباب». والغالب ألا يختمه حفظا واستيعابا إلا النابهون من «المحظرة».
أما في الأصول فإن المتون الأساسية فيه أبرزها نظم «الكوكب الساطع» الذي عقد به السيوطي جمع الجوامع للسبكي، إضافة إلى «ورقات إمام الحرمين» التي نظمها الشيخ سيدي محمد ولد الشيخ سيدي المختار الكنتي رحمهما الله.
وفي النحو والصرف تشكل ألفية محمد بن مالك العمود الفقري للدرس. وكما خدموا «خليلا» من خلال تنظيمه وتوزيعه اهتموا بالألفية. وقد عقد النحوي المعروف المختار بن بونا كتاب التسهيل لابن مالك وسمى نظمه بـ«الاحمرار»، ووضع ما تبقى من الكتاب حواشي متعددة على النص تسمى «الطرة»، وقد أصبح «نظم» و«طرة» ابن بونا معتمدين في كافة المحاضر الموريتانية، ولا تدرس الألفية غالبا إلا مقترنة بهما. ويميز الطالب بين نص ألفية ابن مالك ونظم ابن بونا عن طريق لون الحبر؛ فتكتب ألفية ابن مالك بالحبر الأسود وتسمى «الاكحلال»، فيم يكتب نظم ابن بونا بالحبر الأحمر ويعرف بـ«الاحمرار»، وتكتب الطرة بالحبر الأسود. وإن أراد الطالب أن يزيد عليها تعليقا سمعه من الشيخ أو طالعه في مرجع ما، أو نظما لقاعدة جديدة فإنه يكتبها بحبر مغاير تمييزا لها، وتعرف تلك الزيادات بـ«الحواشي».
بيد أنه -كما مر بنا في الفقه- تداول الموريتانيون مختصرات في النحو تعتبر نواة يبدأ بها الطالب الدرس النحوي مثل «'''الآجرومية'''» و«'''ملحة الإعراب'''».
وقد امتازت '''المحظرة الموريتانية''' بتلقين نحوي ولغوي لا نظير له في العالم الإسلامي يتمثل في «'''الزرك'''»، وهو عبارة عن تعزيز القواعد النحوية وإثراء المادة اللغوية وذلك باختبار الطلاب كل ليلة ببيتين من قصيدة منتقاة من الشعر الجاهلي، ويشرح الشيخ البيتين شرحا وافيا بعد التأكد من حفظ الطلاب لهما، ثم يطلب منهم إعراب الأبيات كلمة كلمة شفويا، والغالب أن يتجمع الطلاب حسب مستواهم النحوي على أن يبدأ الضعيف فالمتوسط فالممتاز، وتكون فرصة لتدارس ومناقشة القواعد النحوية والاستزادة من المعجم اللغوي والحكايات والنوادر الأدبية.
ولا شك أن لتلك الفكرة دورا بارزا في التعود على الإعراب والتمرن على القواعد النحوية باستمرار، ناهيك عن الجانب اللغوي والأدبي الجلي تطبيقا دون اللجوء إلى الكتابة. وعادة ما يتباهى الطلاب أيهم أسرع في الإجابة وأكثر تركيزا ونضجا في الجواب. وقد يتبارى الطلاب فيما بينهم في إعراب كلمات من القرآن أو الحديث أو الشعر العربي، وفي حالة الاختلاف يكون الشيخ حكما يرضى الجميع بحكمه، وربما طلبوا منه أن يختبرهم بكلمة عويصة الإعراب يتبارون في كشف حقيقة إعرابها.
وللإعراب أهمية كبيرة في المحظرة الموريتانية لدرجة أنه شاع فيهم قول القائل:
```
    
 كل فتى شب بلا إعــراب 

    
 فهُو عندي مثَل الغراب 
 (ومثل في البيت بتحريك الثاء)
```

ونجد أحد العلماء الموريتانيين وهو العلامة النابغة الغلاوي يعيب الفتوى على جاهل النحو حيث يقول:
```
    
وبعضـهم يفتـي وهو جاهل

       
إعراب بسم الله عنه ذاهـل

         
فمثل هذا لا يكون مرشـدا

         
لجهله النحو ومما أنـشـدا

             
عليك بالنحو فإن النحوا

                  
لحن الخطاب ملكه والفحـوى
```

== 
وقد اشتهرت بعض المحاضر بالتخصص في الدرس النحوي وإن شاركت في معرفة العلوم الأخرى مثل محظرة المختار بن بونا، ومحظرة ولد عبد الودود رحمهما الله.
ولم يكن الدرس الصرفي بأقل أهمية في المحظرة من الدرس النحوي، وكانت ألفية بن مالك و«لامية الأفعال» لنفس المؤلف ركيزتين في هذا النطاق. وقد صنعوا مع اللامية صنيعهم مع الألفية، فنظم العلامة الحسن ولد زين «احمرارا» على اللامية، ووضع عليها «طرة» يتعاطاهما الطلاب مع نص ابن مالك، ويعبرون عن أهمية الدرس الصرفي وسهولة مادته بقولهم إنه «علم شهر وندامة دهر»، فالطالب بإمكانه أن يتعرف على أولويات هذا الفن من خلال «'''لامية الأفعال'''» مثلا في غضون شهر، ومن لم يفعل ذلك لزمته ندامة الدهر لفقده أساسيات صرفية لا تستقيم اللغة دون معرفتها.

### اللغة واللسان'
ويوازي الاهتمام بالنحو والصرف في المحظرة الاهتمام باللغة التي كانت هي الأخرى تحظى بمكانة كبيرة، وقد نص العلماء الموريتانيون على أن تعلمها أوجب من التفرغ لعبادة الله تبارك وتعالى. يقول العلامة محمذن فال ولد متالي في هذا الشأن:
```
                   
تعلـم اللغة شـرعا فضـل

                                    
على التخلي لعبادة الجلي

                                      
يؤخذ ذا من قوله وعلـما

                                      
آدم الأسماء الزم التعلما
```

مشيرا إلى الآية الكريمة «وعلم آدم الأسماء كلها» (البقرة: الآية 31).
وكان استظهار النصوص الشعرية القحة كالمعلقات وديوان غيلان وذي الرمة وغيرهما من مختلف العصور الشعرية، فضلا عن روائع الشعر الموريتاني من أبرز أوجه الفتوة والسيادة الاجتماعية والثقافية؛ ولعل هذا هو السر في اهتمام الموريتانيين الكبير بالشعر وانتشار تداوله إنشادا وإنشاء، فقلما يخلو حي من شاعر على الأقل.وقد بسط الاهتمام بالشعر الجاهلي وصدر الإسلام ظلاله على تلك الجزالة اللغوية التي طبعت شعر الموريتانيين، وعلى الالتزام بعموده الجاهلي المعروف حتى قال أحدهم في أبرز رواد المدرسة الجاهلية الشاعر محمد ولد الطلبة  «إنه عربي أخّره الله»، وكان من شغف هذا الأخير بالعربية أنه إذا ألم بحي يستفسر عن القاموس المحيط قبل الِقرى فإن كان موجودا حط الرحال وإلا آذن بالرحيل.
ولهذا الدور الذي تلعبه اللغة كان الشاعر الموريتاني يصدح بعروبته مقدما الأدلة على ذلك من خلال لسانه الفصيح. يقول أحد الشعراء الموريتانيين في هذا النطاق: 
- إنا-بني حسن- دلت فـصاحـتـنا
- أناإلى العرب العرباء ننـتسب
- إن لم تقم بينــات أننا عـرب
- ففي اللسان بيـان أننا عـرب

وتداول الموريتانيون القاموس المحيط للفيروزآبادي، واتكئوا عليه في لغتهم، بل إن بعض المشايخ وطلبة العلم كان يستظهر الكثير من مادته اللغوية. وكانت ألفية السيوطي عمدة أساسية في البيان والمعاني والبديع. وقد اختلفت نظرتهم من حيث الحل والحرمة إلى المنطق؛ فمنهم من منعه، ومنهم من أجازه.
وقد تعرض أحد أبرز أساطين العقيدة الأشعرية المتكئة في استدلالاتها وبراهينها العقلية على المنطق في موريتانيا لهذا الاختلاف مبينا وجهة نظره الشرعية في جوازه وقيمته، ونعني به العلامة المختار بن بونا  بقوله: 
وإن تقــل حــرمه الــنــواويوابن الصلاح والسيوطي الــراوي
قـلـت نرى الأقوال ذي المخالـفةمحـلـها ما صــنف الفــلاســفـة
أما الذي صــنفه من أسـلمــالابد أن يعـــلـم عند العـلـما
ولا تثـق بقـــولة مــن منطــقمن غير عــالم بعلم الـمنطــــق
وقد اعتمدوا في المنطق على مؤلفات كالسلم المرونق للأخضري، والطيبية لمحمد بن طيب القادري.
وقد ذاع في هذا النطاق صيت نظم «مراقي السعود»، وشرحه «نشر البنود» للعلامة سيدي عبد الله ولد الحاج إبراهيم، وأصبح معتمدا في هذا الفن، إضافة إلى كتب أخرى للتوسع والتخصص والمطالعة مثل جمع الجوامع للسبكي.
أما '''السيرة النبوة '''فقد انتهجوا فيها نهجا يعتمد الحكايات الشفوية، وغالبا ما تتصدر النساء لتدريسها، وذلك بحكايتها للطالب، وسرد مجرياتها، وفي هذا النطاق يكتب الطالب نظم «'''الغزوات'''» ونظم «'''أنساب العرب'''» للعلامة الموريتاني البدوي، علاوة على تداول سيرة ابن هشام وسيرة الحلبي، ويكون الطالب على موعد مع السيرة في شهر ربيع الأول شهر المولد النبوي الشريف حيث تكون بمثابة استراحة «محارب» لما تتميز به من السهولة والتشويق، تنضاف إلى ذلك '''المدائح النبوية''' من مختلف '''العصور الإسلامية'''.
أما العروض والقافية فقد كان تداوله من خلال «الخزرجية»، بيد أن الكثير من الشعراء الموريتانيين كانوا يتباهون بعدم معرفتهم لهذا الفن وعدم اعتمادهم عليه كقول الشاعر:
أقول البيت منه بلا عروض
على أقوى وأقوم الاتزان
وقد حاول الموريتانيون التوفيق بين الاستيعاب العلمي لمختلف العلوم السابقة وبين متطلبات الحياة البدوية العصية، وذلك بالاعتماد على الحفظ؛ وهو ما حدا بهم إلى نظم النوازل والقواعد والمسائل العلمية في شتى الفنون تيسيرا لحفظها، ولذلك انتشرت لديهم ظاهرة «الأنظام» بشكل كبير؛ فقلما يعجب شيخ أو طالب علم متمكن بقاعدة نحوية أو صرفية أو لغوية أو نازلة فقهية إلخ إلا وبادر إلى عقدها في نظم سلس لا يلبث أن ينتشر بسرعة لدى المتخصصين.
ولذلك انتشر لديهم أن من يحفظ النصوص لا تمكن مجادلته ومخاصمته أو التغلب عليه، ولهم في الرعيل الأول من الأئمة أسوة حسنة ففي هذا السياق يندرج قول الشافعي:
علمي معي حيثما يممت يتبعني
قلبي وعاء له لا جوف صندوق
إن كنت في البيت كان العلم فيه معي
أو كنت في السوق كان العلم في السوق

## أساليب الحفظ في المحظرة
التدرج في الحفظ، بحيث يَتَلَقَّى الطالب الدرس إملاء من شيخه ويكتبه في لوحه، ثم يصححه، ثم يقرؤه إلى أن يحين وقت الزوال، ثم يعاود قراءته بعد الظهر، فإن حفظه انتقل إلى مراجعة الدرس الذي قبله، والمسمى ب (الفوْقانِيَة) لأنه يكون فوقه في الترتيب في اللوح، فإن حفظه انتقل إلى الدرس الذي فوقه، ويسمى (الدَّرْسْ) بترقيق الراء، ثم يعود إلي مراجعته في صباح اليوم الثاني، فيقرأه مع الدروس الأخرى وفق الترتيب المذكور، إلا أن التركيز يظل دائما على الدرس الجديد، فإن حفظه أخد درسا جديد، وإن لم يحفظه، جعله هو الدرس اليومي، وسمى (غَابًّا) من الغب، الذي هو ورود الماء يوما وتركه يوما، ويظل الطالب يراجع هذه الدروس كلها خلال هذه الأوقات مادامت لم تغسل من اللوح، وذلك خلال الأسبوع الذي يبدأ من بعد ظهر يوم الجمعة، وينتهي بعد زوال يوم الأربعاء، وأما المحفظات الأخرى فإن الطالب يظل على صلة بها بحيث يختمها كل أسبوع عدة مرات، وإذا نسي كلمة أو شك فيها سأل عنها، وإذا لم يجد من يفتح عليه يظل يكرر ماقبلها وما يعدها حتى يتذكرها، وكانوا ينهون الطلاب في هذه المرحلة عن القراءة في المصحف، أو الرجوع إليه عند الاستغلاق، ويقولون إن القراءة في المصحف تذهب المحفوظ، لأن ماحفظ بسهولة يذهب بسهولة، والطالب في هذه المرحلة ينبغي أن يأخذ بالعزائم، وهذه الطريقة هي المستعملة في حفظ القرآن الكريم، وربما استعملت في غيره.
الحادي عاشر: تنمية الحفظ عن طريق الاختبار، ومن أشهر الطرق المعتمدة في الاختبار، الطريقة المعروفة في مصطلح المحاضر ب (الزَّرْكْ)وهو عبارة عن اختبار جماعي، على شكل مباريات، ويستخدم هذا الأسلوب في القرآن الكريم والرسم والإعراب والشعر، وقد جرت العادة أن تجرى هذه المباريات في حفظ القرآن كل ليلة أربعاء، ويراعى فيها أن تغطي معظم أماكن المتشابه، وتتم تحت إشراف نخبة من الحفاظ، بينما تجرى المباريات في الرسم عن طريق كتابة بعض الكلمات القرآنية بطريقة خاصة، تسمى ب (التَّثْلِيثْ) وهي من أنجع الطرق التي تعين على إتقان الرسم وحفظ شوا رده، وأما مباريات الإعراب فتقوم على إلقاء بعض المقطوعات الشعرية وغالبا ما تكون من شواهد النحاة في أبواب النحو المختلفة، وربما كانت من إنشاء شيخ المحظرة، لأمر اقتضى ذلك، كقول مولود بن أحمد الجواد اليعقوبي
ويل للتلاميذ من بيت لمولود = لم يعربوة، وذكر الخُرَّدِ الرُّود
أمسى يردد تذكارًا لفاطمةٍ = عن غيرها نفسَ فتيانٍ صناديد
فقوله (نفس)معمول ل (فاطمة)لأن المشتق، يعمل عمل فعله، ووجه التعمية أن اللفظ المذكور تونسي فيه الاشتقاق بسبب غلبة العلمية عليه، والمعنى على هذا الوجه الأعرابي أنها فطمت نفس الفتيان الصناديد عن غيرها من صواحباتها، وكان بعض الشيوخ يضيف إلى الاختبار في الإعراب، الاختبار في معاني المفردات والبحور الشعرية.وكثيرا ما ترتبط هذه المباريات بذكريات جميلة، يتشوق إليها الطلاب ويندبون المنازل من أجلها، كما قال أحمدو بن احْبَيِّبْ البهناوي
قف بالديار معاهد الأصحاب = زمن الصبا، ومنازل الأحباب
واذر الدموع على الخدود سواكبًا = سيل الخليج، ووكفة الميزاب
دورٌ بها قد كُرِّرتْ ألواحنا = وتَزَارَكَ الطُّلاب بالإعراب
فيطيح ذا ويطيح ذا، أولربما = نزل الطُّيَاحُ بأشمطٍ عرَّاب
وقد يستخدم هذا الأسلوب في حفظ الشعر واستظهار معانيه، فمن أمثلة استخدامه في حفظ الشعر قول الشيخ أحمدو بن اسليمان الديماني
من لي بفتيانٍ كرام ٍأعزة ٍ= يكونون صحبي، وأصحبهم دهرا
فمن كاتب قفا طويلا وكاتب = علم أصول الدين يجعله ذخرى
ومن كاتب (قف بالديار) وكاتب = (ألا عم صباحا) أو (قفا نبك من ذكرى)
ومن قارئ (إن الخليط)وقارئ = (خليلي مرا)أو (سمالك)إذ يقرى
ومن منشد (إن الخليط) ومنشد = (خليلي)أو (تذكرت والذكرى)
ومن منشد يشدوا بأحسن صوته = (دعا باسم ليلى)أو (إذا مضر الحمرا)
ومن معرب يُرْمَى، فيعرب كِلمةً = من البيت ويسقط في الأخرى
فمن قائل تلك اسم كان أوسم لا = ومن قائل تلك اختصاص، وذي إغرا
ومن أمثلة استخدامه في استظهار المعاني قول ابن الشيخ سيدي:
وكم سَامرت سُمَّارًا فُتُوًّا = إلى المجد انتموا من مَحتِدَينِ
حووا أدبا على حسب فداسوا = أديم الفر قدين بأخمصين
أذاكر جمعهم ويذاكروني= بكل تخالفٍ في مذهبين 
كخلف الليث والنعمان طرا = وخلف الأشعريِّ مع الجويني
وأقوال الخليل وسيبويه = أهل كوفة ٍوالأخفشين
نُوَّضح حيث تلتبس المعاني = دقيق الفرق بين المعنيين
ونحو الستة الشعراء ننحوا = ونحو مهلهلٍ ومُرَقِّشَين
ونذهب تارة لأبي نواسٍ= ونذهب تارة لابن الحسين
وهذه الطريقة بفروعها المذكورة لها فوائد علمية وتربوية كبيرة، وهي فوق ذلك طريقة نبوية مباركة، فقد روى البخاري في الصحيح أن رسول الله صلى الله عليه وسلم: قال لصحابه يوما (إن من الشجر شجرة لايسقط ورقها، وإنها مثل المؤمن، أخبروني ماهي) قال ابن عمر فوقع الناس في شجر البوادي، فوقع في نفسي أنها النخلة، فاستحييت، فقالوا يارسول الله حدثنا ماهي: قال: هي النخلة، فذكرت ذلك لعمر، فقال: لو قلت: النخلة لكان أحب إلى من، وكذا)
الثاني عشر: اختيار الشيخ المربي، وقد كانوا يرحلون من بلاد بعيدة بحثا عمن تتوفر فيه هذه الخاصية، لأن حصول الطالب على شيخ بهذه المثابة يحقق له أكثر من هدف، فمنه يأخذ أساليب الحفظ، ومنه يتعلم طرق تحرير المسائل، ومنه يكتسب السلوك، قال الشعبي (مادخل الكوفة أحد من الصحابة أنفع علما ولا أفقه صاحبا من عبد الله بن مسعود) وقد شبه علي  تلاميذ ابن مسعود بالسُّرُج، فقال (أصحاب ابن مسعود سرُجُ هذه الأمة) وقد أشار إلى هذا المعنى الشيخ محمد سالم بن عدود  فقال: فقال:
ربىَّ ابنُ مسعود مقيمُ المِلَّهْ = فكان يحكي هَديه ودَلَّهْ
وكان علقمة لابن أمِّ = عبدٍ، كهذا للنبيِّ الأمي
وكان إبراهيم يحكي علقة= واهًا له من نسبٍ ما أكرمه
وكان منصورٌ لإبراهيما = كذلك يحكي هديه القويما
و كان سفيان بلا قصور = مشبَّهًا بشيخه منصور
وهكذا أيضا وكيعٌ كانا = مشبها بشيخه سفيانا
كان أحمد ٌلدى الجميع ِ= مشبهًا بشيخه وكيعِ 
كذا أبوا داود عند الكُمَّل = مشبهًا بأحمد بن حنبل
وكانت حال كثير من شيوخ المحاضر تنعكس على الآخذين عنهم، فقد كان النابغة الغلاوي يشبه بشيخه أحمد بن العاقل، وكان قد رحل من بلاد الحوض يبحث عن شيخ جامع للعلوم، فكان كلما أراد أن يقرأ على شيخ سأله الشيخ عن الفن الذي يريد أن تقرأ، حتى وصل إلى أحمد بن العاقل في أقصى بلاد القبلة، فلم يسأله عن شيء وإنما قال له (مَشِّ)أي: اقرأ، وكان كان يحظيه بن عبد الودود الجكني شديد التأثر بشيخه أحمد بن محمد سالم المجلسي، فكان يحكي عبارته في التدريس وربما ذكر المكان الذي قرأ عليه فيه، ويروى أنه لما أتاه نعيه وأنه دفن بوضع يسمى (أكْلَيْبْ طَيْرْ أُلاَلْ) بتيرس، قال (أكْلَعْلَكْ يَكْلَيْبْ طَيْرْ أُلاَلْ الْغَبّْ أَحْمَدْ مَاهُ مَحْجُومْ) أي: قرأ على أحمد، فلا أحد يزاحمك عليه اليوم، وذلك إشارة إلى كثرة ازدحام الطلاب عليه، وقد ورث الشيخ يحظيه هذه الخاصية من شيخه أحمد، فكان كما قال مَمُّ بن عبد الحميد الجكني في نظمه لسيرة الشيخ يحظيه:
ولم يصنف لازدحام المدرسةْ= عليه كل نَفَسٍ تَنَفَّسَهْ
في كل يوم يحدق الطلاب = به، فيبدو العجب العجاب
وكل حي في العلوم مُرتحِلْ = إليه يضربون أكباد الإبل
لهم حوالي بيته ضجيج = كأنهم من كثرة حجيج
الثالث عشر: الاعتماد على المتون المنظومة، لان النظم أسهل حفظا وأقرب متناولا، كما قال النابغة الغلاوي في بواطليحيه
وإنما رغبت في النظام = لأنه أحظي لدى المرام
وهو الذي تصغي له العقول = والسيف من حصوله مسلول
ولتحقيق هذا الهدف لجأ شيوخ المحظرة إلى نظم بعض المقررات النثرية، كمختصر خليل في الفقه، وجمع الجوامع في الأصول للسبكي والمفتاح في علوم البلاغة، كما أعادوا صياغة بعض الأنظام لتلائم طريقتهم في النظم، كالخزرجية في العروض، والدرة في القراءات الثلاث، وقد نتج عن ذلك وجود بعض الأنظام المكملة لبعض المقرارات، كاحمرار ابن بون على الألفية، واحمرار بن زين على اللامية، واحمرار ابن عبد الجليل على السلم، واحمرار الادوعيشي على الدرر اللوامع، ومن فوئد هذه الطريقة أنها تمكن الطالب من تحصيل رصيد لغوي كبير، بالإضافة إلى أنها تنمي عنده ملكة النظم. 
•	وبعد.. فهذه أهم أساليب الحفظ المتبعة في المناهج المحظرية...وسوف نشفعها بخاتمة نضمنها الجواب على الأسئلة التالية: هل هذه الأساليب وليدة بيئتها أم أنها امتداد لغيرها؟ وهل يمكن تطبقيها في بيئات أخرى ؟وهل يمكن تطوير ها ؟ وما هي الأسباب الكامنة وراء التقليل من شأن الحفظ في المناهج الغربية ؟ وهل هي أسباب موضوعية أم أنها جزء من المؤامرة على تراث الأمة وهويتها ؟ ذلك مانحا ول التطرق إليه في خاتمة هذه الدراسة.
يتواصل بحول الله.

## نظم طرق التخرج
نظم طرق التخريج ودراسة الأسانيد / الفقية د جار الله ولد سيد محمد
الحمد لله والصلاة والسلام على محمد وعلى آله وصحبه وسلم، أما بعد:
ففي هذا البحث نضع بين يديكم نظما متكاملا لطرق التخريج ودراسة الأسانيد وذلك أن صحة الحديث تعتمد على صحة السند، فالحديث الصحيح هو: ما اتصل سنده بنقل العدل الضابط عن مثله إلى منتهاه من غير شذوذ ولا علة.
وبالتالي فإننا لنعرف صحة الحديث لا بد لنا من النظر في السند بالإضافة إلى المتن، وفي هذا الموضوع سنتناول طرق تخريج الأسانيد وبالتالي معرفة قبول الحديث من رده، 
فالتخريج في أصل اللغة اجتماع أمرين متضادين في شيء واحد. ويطلق التخريج على معان. أشهرها:
الاستنباط، التدريب، التوجيه.
أما التخريج في اصطلاح المحديثين فيطلق على عدة معان:
1. إبراز الحديث للناس بذكر مخرجه أي رجال إسناده
2. ويطلق على إخراج الأحاديث من بطون الكتب وروايتها
3. ويطلق على معنى الدلالة، أي الدلالة على مصادره الأصلية وعزوه إليها.

والمعنى الثالث هو الذي شاع واشتهر بين المحديثين، وكثر استعمال هذا الفظ فيه وبناءً على المعنى الثالث يمكننا تعريف التخريج اصطلاحاً:
هو الدلالة على موضع الحديث في مصادره الأصلية التي أخرجته بسنده ثم بيان مرتبته عند الحاجة.
والمراد بالمصادر الأصلية ما يلي:
1. كتب الحديث التي جمعها مؤلفوها عن طريق تلقيها من شيوخهم بأسانيد إلى النبي مثل: الكتب السة وموطأ مالك ومسند أحمد ومستدرك الحاكم ومصنف عبد الرزاق. وغيرها.
2. كتب السنة التابعة للكتب الأولى مثل: الجمع بين الصحيحين وتحفة الأشراف بمعرفة الأطراف وتهذيب سنن أب داود، وهذا الأخير وإن حذف المنذري أسانيده إلا أن السند موجود فيه حكماً؛ لأن من أراد السند رجع إلى سنن إبي داود.
3. الكتب المصنفة في الفنون الأخرى _ كالتفسير والفقه والتاريخ _ التي تستشهد بالأحاديث لكن بشرط أن يرويها مصنفها بالأسانيد استقلالاً، من هذه الكتب: تفسير الطبري، الأم للشافعي.

وأهمية التخريج ووجه الحاجة إليه تكمن في:
1. معرفة كيفية التوصل إلى الحديث في مواضعه الأصلية.
2. بواسطته يهتدي الشخص إلى مواضع الحديث في مصادره الأصلية الأولى التي صنفها الأئمة.
3. لا يسوغ لطالب العلم أن يستشهد بأي حديث أو يرويه إلا بعد معرفة من رواه من العلماء المصنفين في كتابه مسنداً

ولهذا فإن فن التخريج ودراسة الأسانيد يحتاجه كل باحث أو مشتغل بالعلوم الشرعية وما يتعلق بها.
01
الحمد لله على النعماء
إذ أخرج الناس من الظلماء
02 فأرسل النبي بأحسن الحديث
وبين الذكر بأنواع الحديث
03_صلى وسلم عليه الله
والآل والصحب ومن تلاه
04 وبعد فالقصد بذا النظام
بذل الجدى وسقي كل ظامي
05 من طرق التخريج مع تعريجي
على الأسانيد لدى التخريجي
06 فالله أسأل وهو المعين
إياه نعبد ونستعين
07 ولست بالفارس في الميدان
وما لي بالخوض به يدان
08 بل خضت في غماره توكلا
وحسبي أني أحسن التطفلا
09 تضل في أرجائه كدر القطا
وقل من سلم من ذنب الخطا
مقدمــــــــــــــــــــ ــة
10_قد كان ذا الفن لدى كبار
حملة الحديث والأخبار
11 طريقة معروفة سليقه
مثل الذي للعرب من خليقه
12 حملة الحديث ممن قد غبر
أغناهم الإسناد عن عزو الخبر
13 والبيهقي وأبو نعيم
أول من خرج للتتميم
14 وبعدهم مارس ذا الفن الخطيب
حافظ بغداد وغصنها رطيب
15_والسبق للطحان بعد كانا
إذ أسس الأصول والأركانا.